# Corsier

Corsier é uma comuna suíça do Cantão de Genebra na margem esquerda do  Lago Lemano e que fica junto a Anières, Gy (Genebra), Meinier e Collonge-Bellerive,
Segundo o Departamento Federal de Estatísticas Corsier ocupa uma superfície de 2.74 km2 e dos quais 33.5 % é habitacional e 61 % é agrícola. Como outras comunas do Cantão de Genebra, Corsier teve um desenvolvimento habitacional importante nos anos 1960 passando de 433 a 948 habitantes e depois tem tido um crescimento limitado, mas contínuo, porque contava 1 742 habitantes em 2008.